# Hindrik Hofstee Aukema

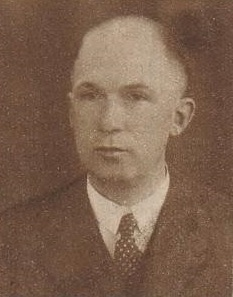
Burgemeester H. Hofstee Aukema (ca. 1935)

Hindrik Hofstee Aukema (Zevenhuizen, 25 december 1893 — Meeden, 17 februari 1956) was een Nederlands politicus. 
Hij werd geboren in de Groningse toenmalige gemeente Leek als zoon van Jan Aukema (1864-1925, landbouwer) en Jantje Hofstee (1865-1954). Officieel werd zijn achternaam in 1895 veranderd van Aukema in Hofstee Aukema. Hij was werkzaam bij de gemeentesecretarie van Sneek voor hij in 1923 benoemd werd tot burgemeester van Meeden. Tijdens dat burgemeesterschap overleed hij in 1956 op 62-jarige leeftijd.